# Triphosa rubicunda
Triphosa rubicunda är en fjärilsart som beskrevs av Feichenberger 1962. Triphosa rubicunda ingår i släktet Triphosa och familjen mätare. Inga underarter finns listade i Catalogue of Life.